# NGC 1667
NGC 1667 este o galaxie seyfert de tip 2⁠(d) situată în constelația Eridanul. A fost descoperită în 1884 de către Édouard Stephan⁠(d). Se află la o distanță de 65,9 de megaparseci de Pământ.